# Regione di Sidama
La Regione di Sidama  è una regione (kililoch) dell'Etiopia sud-occidentale abitata da oltre 45 gruppi etnici.

## Descrizione
Il referendum del 2019 ha sancito, con oltre il 98% dei voti favorevoli, la creazione di una nuova regione, la Regione di Sidama, che è stata effettivamente creata nel giugno 2020. In conseguenza del risultato del referendum, è stato deciso che Auasa, che territorialmente ricade nella regione di Sidama, avrebbe continuato ad essere anche sede transitoria del governo regionale della Regione delle Nazioni, Nazionalità e Popoli del Sud, per almeno altre due elezioni.